# 新スエズ運河

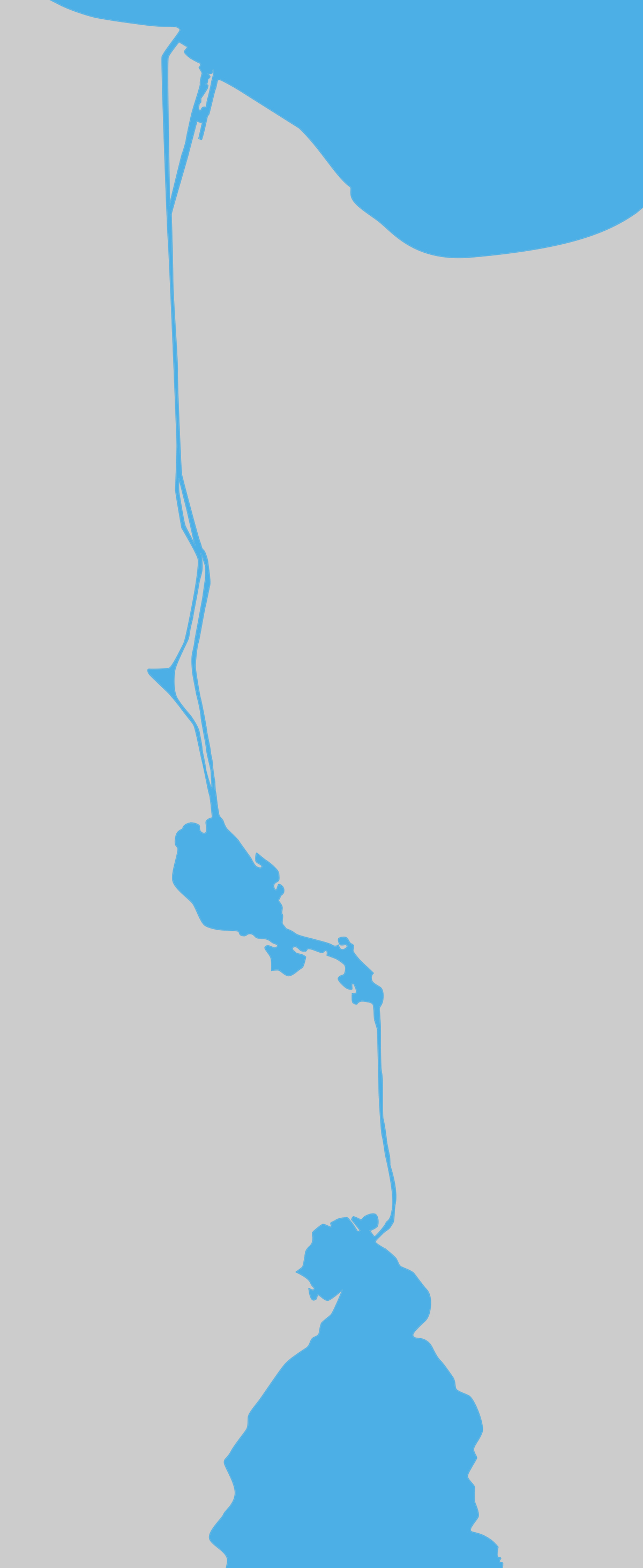
2021年頃のスエズ運河

新スエズ運河（しんスエズうんが、قناة السويس الجديدة、Qanāt al-Suways al-Jadīdah）は、地中海と紅海を結ぶ既存のスエズ運河を拡張する水路である。運河をくぐる6本の新しいトンネルの建設と、両岸の76,000平方キロメートルの土地を国際物流・商業・工業拠点とする計画と同時に打ち出された、当局が100万人の雇用を生み出すと見込んだ計画である。2015年に完成している。

## 概要

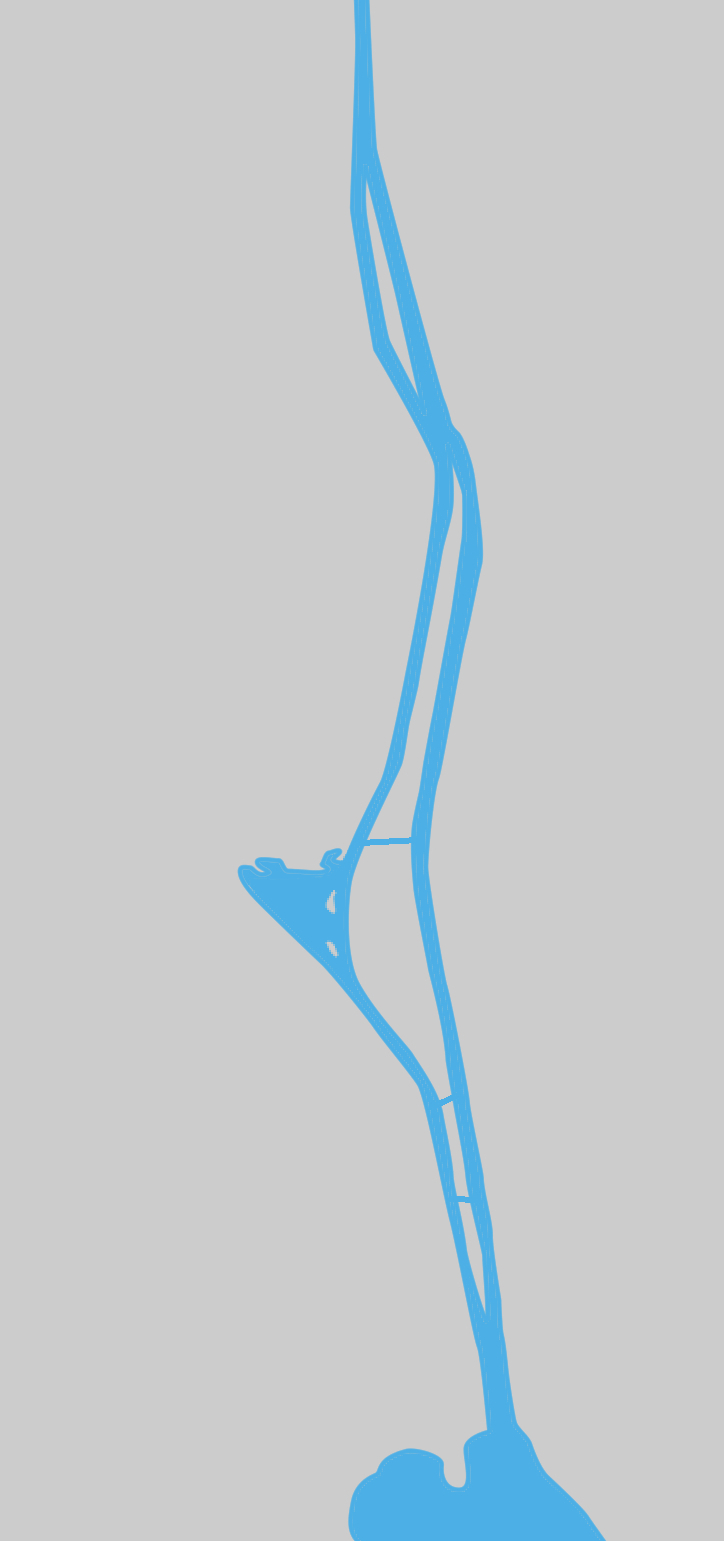
スエズ運河の新しい水路

プロジェクトには、既存の全長164キロメートルの運河に並行する新しい35キロメートルの運河と、既存の運河のうち37キロメートルに渡る区間の掘削と拡張が含まれる。
運河の拡張により、運河の大半の区間で船が同時に双方向に航行することができるようになる。これにより多くの船の待ち時間が11時間から3時間に減り、地中海から紅海への通過時間は、現在の18時間から11時間に減少する。1日に運河を通航できる船の数が49隻から97隻に増加すると見込まれている。新運河の建設は、当初は5年かかると予定されていた。後にまず工期は3年に短縮され、最終的にアブドルファッターフ・アッ＝シーシー大統領が1年で完成させるように命じることになった。
既存の運河から浸み出してくる水によって新運河に水が溢れてしまうといった技術上の問題が当初は発生していた。それでも新スエズ運河の工事は2015年7月に完成した。新運河は、2015年8月6日に外国からの指導者たちを招き軍用機が上空を飛行する式典が行われて、プロジェクトに予定されていた予算通りに公式に完成した。開通日はエジプトで休日と宣言され、ムハンマドがハンダクの戦いに際してマディーナを防衛するために塹壕を掘ったことにプロジェクトを例えるようにモスクに対して指示された。
自動車と鉄道用の6本の新しいトンネルがシナイ半島とエジプト本土の連絡を改善するために計画されている。2015年時点ではスエズとシナイ半島を結ぶアハメド・ハムディ・トンネルのみが運河の下を通っている。
| 位置 | 座標                                                                |
| ---- | ------------------------------------------------------------------- |
| 北端 | 北緯30度43分06秒 東経32度20分46秒 / 北緯30.718282度 東経32.345982度 |
| 南端 | 北緯30度26分29秒 東経32度21分20秒 / 北緯30.441385度 東経32.355423度 |

## 利点とリスク
スエズ運河庁の長官で海軍中将のモハブ・マミシュは、スエズ運河の通航料収入は年間50億ドルから125億ドルに跳ね上がるだろうと述べている。しかし、エジプトの通商専門家であるオマル・エルシェネティによれば、運河開通の最初の年に通航量が倍になるという公式の推計はいくらか誇張されたものであるとしている。高い通航量見積もりには、世界的な貿易の不振や通航料の値上げによって影響されうる。
学術誌「バイオロジカル・インベージョンズ」に2014年に投稿した18人の科学者は、地中海の生物多様性と生態系サービスへ影響を与えるこのプロジェクトに懸念を表明している。科学者たちはエジプト政府に対して、運河の拡張が引き起こしうる環境への影響を評価するように求めており、生物の多様性に関する条約の事務局長もこれに賛同した。従来のスエズ運河が19世紀半ばに開通して以来、1,000種を超える侵略的外来生物が地中海に侵入しており、欧州委員会の合同調査センターによれば、人間の活動が地中海の生物多様性の減少の主たる原因となっている、としている。

## 費用と資金調達
運河の拡張と各トンネルの建設には、600億エジプト・ポンド（84億米ドル）ほどの費用が掛かると見積もられている。このうち半分は新運河の掘削で、残りは6本のトンネルである。アッ＝シーシー大統領は外国の投資家の出資を認めず、代わりにエジプト人がこのプロジェクトに出資するように促した。当初は、プロジェクトの一部を民間所有にすることを認めて、株式市場で株式公開することでプロジェクトの資金調達を図ることになっていた。しかしエジプト政府は資金調達方針をすぐに変更し、出資者に対していかなる所有権も認めない、利子つきの投資証券によることにした。エジプト国民は10エジプト・ポンド、100エジプト・ポンドあるいは1,000エジプト・ポンドの証券を買うように求められた。最小金額の証券は、学生にもプロジェクトに出資できるようにするためのものであった。アッ＝シーシー大統領が9月1日に署名した法律によれば、ミスル銀行、エジプト国民銀行、カイロ銀行、スエズ運河銀行が、スエズ運河庁の発行する5年譲渡不可証券を、エジプトの銀行が発行する類似証券に比べて1.5ポイントほど高い12パーセントの利率で販売する。販売収入の大半を占める1,000エジプト・ポンド証券に対する利子は、四半期ごとに支払われる。より少額の証券に対する利子は5年後に支払われる。出資者は、証券を買うのに必要な金額の90パーセントまで銀行から借り入れをすることが許され、これは全体の6パーセントほどにあたる40億エジプト・ポンドにまで達した。全証券の82パーセントが個人に販売された。証券からの利子は非課税とされた。ヒシャム・ラメズエジプト中央銀行総裁が驚いたことに、投資証券はわずか8営業日で売り切れ、中央銀行はそれ以降の新証券の発行を停止した。財務省が証券を保証しており、中央銀行に四半期ごとに支払う利子のための19億エジプト・ポンドの資金を特別口座に別に管理したため、政府の歳入を他に使う余地が少なくなった。
アッ＝シーシー大統領がこのプロジェクトを発表した後、エジプトの株式市場は一時的に過去6年で最高値に上昇したが、9月になると急激に下落した。

## 関与した企業
2014年8月19日に、エジプト軍の監督下に運河の建設作業に当たる42社が選定された。2014年10月にエジプト政府は6社の国際浚渫企業と契約を結んだ。アラブ首長国連邦の国立海洋浚渫会社、オランダのロイヤル・ボスカリス・ウエストミンスターとファン・オールト、ベルギーのヤン・デ・ヌルとDEME、そしてアメリカ合衆国のグレート・レイクス・ドレッジ・アンド・ドックである。これらの企業は5つの工区で工事を行い、6番目の工区はエジプト陸軍の工兵隊が工事を行った。
2014年10月に、2本の道路トンネルと2本の鉄道トンネルを建設するために、国有のエル・モカウルーン・エル・アラブと民間のオラスコム建設産業が選択された。2014年11月にエジプト軍は、この契約に加えて、ドイツのヘレンクネヒトがトンネル掘削機器の納入業者として選定されたと発表した。
競争入札を経て、2014年8月19日にスエズ運河地区投資機会の検討のマスタープランの契約が、エジプト軍工兵隊の協力を得るダル・アル・ハンダサに対して与えられた。この作業は6か月かかると見込まれており、結果として2015年3月の投資者向け会議につながった。これに加えて、国際復興開発銀行（世界銀行）により、マスタープランの評価のためにフランスの技術企業エジスが推薦された。
アッ＝シーシー大統領はロシア訪問中に、新プロジェクトの一環としてロシア工業ゾーンを設立することについて、ロシアのウラジーミル・プーチンと合意したと語っている。
中国はホスニ・ムバラク政権やムハンマド・ムルシー政権の時代からスエズ経済貿易協力区建設などに関わっており、一帯一路政策から同プロジェクトで最も古くて最大の投資国となってる。